# الحزب الشيوعي الفلسطيني-الثوري
الحزب الشيوعي الفلسطيني الثوري هو حزب سياسي فلسطيني صغير، تأسس في أكتوبر 1982. وكان عربي عواد أمينا عامًا له. تُعد دمشق المقر الرئيسي للحزب اعتبارًا من بداية عقد 2000. يدعو الحزب إلى إقامة دولة فلسطينية مستقلة على "كافة التراب الوطني" بواسطة الكفاح المسلح. 

## النشأة
نشأ الحزب الشيوعي الفلسطيني الثوري من انقسام في فرع الحزب الشيوعي الأردني في الضفة الغربية عام 1982، حول مسألة الاعتراف بدولة إسرائيل. شكل المعتدلون الحزب الشيوعي الفلسطيني، الذي التزم بالخط السوفييتي المتمثل في الاعتراف بإسرائيل. وشكلت المجموعة المتطرفة، بقيادة سكرتير الحزب السابق في الضفة الغربية عربي عواد، الحزب الشيوعي الفلسطيني الثوري.  انضم الحزب الشيوعي الثوري إلى منظمة التحرير الفلسطينية .  دعم الحزب تحالف القوى الفلسطيني ، لكنه لم ينضم إليه رسميًا.  كان من بين أعضاء المكتب السياسي الآخرين للحزب جريس قواس وعبد الله النمر. 
شارك الحزب الشيوعي الثوري في المقاومة المسلحة ضد الغزو الإسرائيلي في لبنان؛ وقتل خلال هذا الصراع عدد من أعضاء الحزب (بمن فيهم فهد عواد ابن عربي عواد). 
انفصل الحزب الشيوعي الثوري عن منظمة التحرير الفلسطينية في عام 1987، رفضًا لما اعتبره تقاربًا بين ياسر عرفات والقوى الإمبريالية (وعلى وجه الخصوص، انضم الحزب الشيوعي الفلسطيني إلى منظمة التحرير الفلسطينية بعد ذلك مباشرة). وقد عارض الحزب بشدة اتفاقيات أوسلو.
في أوائل التسعينيات من القرن العشرين، حل الحزب الشيوعي الثوري جناحه المسلح (بعد فترة طويلة من عدم النشاط). وفي عام 1994 انضم الحزب إلى تحالف القوى الفلسطينية.
يرى الحزب أن المعارضة السورية المسلحة تحظى بدعم القوى الاستعمارية والصهيونية والرجعية. كما يرى إن هؤلاء يسعون إلى إضعاف الدول العربية من أجل السيطرة على المنطقة. توفي عواد في مارس 2015.